# Снядово
Снядово (пол. Śniadowo) — деревня в Польше, входит в состав Ломжинского повята Подляского воеводства. Административный центр гмины Снядово. Находится у региональной автодороги 677 примерно в 16 км к югу от города Ломжа. По оценке 2015 года, в деревне проживал примерно 1171 человек. Есть католический костёл, железнодорожная станция.

## История
Во второй половине XIX века Снядово являлось посадом Ломжинского уезда Ломжинской губернии. В 1856 году там проживало 122 христианина, и 1081 еврей. По переписи 1897 года насчитывался 1421 житель, среди них 624 евреев. Имелась деревянная синагога, построенная в 1768 году. В 1940—1941 и 1944 годах посёлок Снядово был районным центром Белостокской области БССР.